# Ceratitis
Ceratitis Mackleay, 1829, è un genere di insetti fitofagi dell'ordine dei Ditteri (famiglia Tephritidae, Cyclorrhapha Schizophora). La specie più rappresentativa di questo genere è la C. capitata, le cui larve attaccano i frutti di molteplici specie degli ambienti mediterranei e tropicali.

## Distribuzione
Tutte le specie del genere Ceratitis sono presenti in Africa. La Ceratitis capitata è di origine africana ma è cosmopolita.

## Sistematica
Il genere comprende 79 specie secondo  (78 secondo ). Si suddivide in 6 sottogeneri:
- Acropteromma (una specie)
- Ceratalaspis (34 specie)
- Ceratitis (8 specie)
- Hoplolophomyia (una specie)
- Pardalaspis (10 specie)
- Pterandrus (24 specie)

## Specie del genereCeratitis
- Ceratitis acicularis
- Ceratitis aliena
- Ceratitis andranotobaka
- Ceratitis anonae
- Ceratitis antistictica
- Ceratitis argenteobrunnea
- Ceratitis bicincta
- Ceratitis brachychaeta
- Ceratitis bremii
- Ceratitis brucei
- Ceratitis caetrata
- Ceratitis capitata
- Ceratitis catoirii
- Ceratitis chirinda
- Ceratitis colae
- Ceratitis connexa
- Ceratitis contramedia
- Ceratitis cornuta
- Ceratitis cosyra
- Ceratitis cristata
- Ceratitis curvata
- Ceratitis cuthbertsoni
- Ceratitis discussa
- Ceratitis ditissima
- Ceratitis divaricata
- Ceratitis dumeti
- Ceratitis edwardsi
- Ceratitis epixantha
- Ceratitis faceta
- Ceratitis fasciventris
- Ceratitis flexuosa
- Ceratitis fulicoides
- Ceratitis grahami
- Ceratitis gravinotata
- Ceratitis guttiformis
- Ceratitis hamata
- Ceratitis hancocki
- Ceratitis inauratipes
- Ceratitis lentigera
- Ceratitis lepida

- Ceratitis lineata
- Ceratitis lobata
- Ceratitis lunata
- Ceratitis malgassa
- Ceratitis manjakatompo
- Ceratitis marriotti
- Ceratitis melanopus
- Ceratitis mlimaensis
- Ceratitis morstatti
- Ceratitis munroana
- Ceratitis munroi
- Ceratitis nana
- Ceratitis neostictica
- Ceratitis ovalis
- Ceratitis paradumeti
- Ceratitis pedestris
- Ceratitis penicillata
- Ceratitis pinax
- Ceratitis pinnatifemur
- Ceratitis podocarpi
- Ceratitis punctata
- Ceratitis querita
- Ceratitis quinaria
- Ceratitis rosa
- Ceratitis roubaudi
- Ceratitis rubivora
- Ceratitis scaevolae
- Ceratitis semipunctata
- Ceratitis serrata
- Ceratitis silvestrii
- Ceratitis simi
- Ceratitis stictica
- Ceratitis striatella
- Ceratitis sucini
- Ceratitis tananarivana
- Ceratitis tripteris
- Ceratitis turneri
- Ceratitis venusta
- Ceratitis zairensis